# Республіканська партія (Громадянська війна в Іспанії)
Республіканська партія (ісп. Bando republicano), також відома в Іспанії як урядова фракція (ісп. Bando gubernamental) або фракція лоялістів (ісп. Bando leal) — основна політична партія або фракція, що діяла за часів громадянської війни в Іспанії 1936—1939 років. Фракція республіканців була однією з головних сторін у війні в Іспанії, яка підтримувала уряд Другої Іспанської республіки протистояла Націоналістичної фракції прихильників «фалангістів», CEDA, «альфоністів» Іспанської реновації та «карлістів» традиціоналістської спільноти. Ім'я республіканці (ісп. republicanos) в основному використовувалося її членами та прихильниками, тоді як її противники використовували термін «червоні» (ісп. Rojos) для позначення цієї фракції через її ліву ідеологію, включаючи ультраліві комуністичні та анархістські групи, а також ту підтримку, яку вона отримувала від Радянського Союзу. На початку війни республіканці переважали націоналістів у відношенні десять до одного, але до січня 1937 року ця перевага впала у співвідношенні до чотирьох проти одного.